# Ratusz Brochowa we Wrocławiu
Ratusz Brochowa we Wrocławiu – dawna siedziba władz miejskich Brochowa przy ul. Semaforowej 5 we Wrocławiu.
Ratusz wzniesiony w latach 1907–1908, początkowo mieścił biuro meldunkowe, komisariat policji, kasę oszczędnościową i gminną, Urząd Stanu Cywilnego, pomieszczenia rady miasta, biuro burmistrza, a począwszy od drugiego piętra w górę – mieszkania. Budynek pełnił swoje funkcje do wcielenia miasta do Wrocławia w 1951 r. W następnych latach działa w budynku przychodnia lekarska (do 2000 r.), potem przez 20 lat gmach niszczał, a w 2013 r. został przejęty przez Urząd Miasta Wrocławia. W 2017 r. rozpoczął się kompleksowy remont budynku, w którym miasto zaplanowało uruchomić dwa dzienne domy wsparcia dla osób starszych i lokalne centrum aktywności społecznej. Inwestycję oddano do użytku w lipcu 2019 roku.